# Профилирана гимназия „Иван Сергеевич Аксаков“
Профилираната гимназия „Иван Сергеевич Аксаков“ е средно училище в град Пазарджик, България.
Училището води началото си от основаното през 1845 година българско класно училище в града, което от 1910 година е пълна мъжка гимназия, а през 1945 година е разделено на Първа – днешната Профилирана гимназия „Иван Сергеевич Аксаков“ – и Втора мъжка гимназия. Разположено е в централната част на града на улица „Сан Стефано“ № 1, в обща сграда с Профилирана математическа гимназия „Константин Величков“.

## Известни възпитаници
- Георги Боков (1920 – 1989), партизанин и политик
- Йордан Вакарелски (1919 – 1990), инженер
- Динчо Велев (р. 1921), партизанин и генерал
- Димитър Гачев (1902 – 1946), изкуствовед
- Никола Йотов (1892 – 1961), юрист и политик
- Георги Караджов (комунист) (1901 – 1942), съветски офицер
- Георги Кендеров (1897 – 1970), политик
- Кръстьо Левичаров (1873 – 1945), анархистки деец
- Любомир Левичаров (1898 – 1985), анархистки деец
- Александър Начев (1925 – 1997), диригент
- Стоян Савов (1924 – 1992), партизанин и полицай
- Атанас Семерджиев (1924 – 2015), партизанин и генерал
- Васил Стоилов (1903 – 1967), инженер и политик
- Христо Траянов (1926 – 2015), писател
- Стоян Трендафилов (1899 – 1982), генерал
- Юрдан Шопов (1903 – 1944), партизанин